# Liste der Mitglieder der National Academy of Sciences/1924
Im Jahr 1924 wählte die National Academy of Sciences der Vereinigten Staaten 19 Personen zu ihren Mitgliedern.

## Neugewählte Mitglieder
- Charles E. Allen (1872–1954)
- Stanley Benedict (1884–1936)
- William C. Bray (1879–1946)
- Arthur Coble (1878–1966)
- Karl T. Compton (1887–1954)
- Raymond Dodge (1871–1942)
- Frederick Hopkins (1861–1947)
- George S. Huntington (1861–1927)
- Arthur Lamb (1880–1952)
- Andrew C. Lawson (1861–1952)
- Frederick Novy (1864–1957)
- Frederick Power (1853–1927)
- Wilhelm Roux (1850–1924)
- Max Rubner (1854–1932)
- Harlow Shapley (1885–1972)
- Charles Sherrington (1857–1952)
- Charles Edward St. John (1857–1935)
- Lorande Woodruff (1879–1947)
- Hans Zinsser (1878–1940)